# Wheeler Heights
Wheeler Heights é um subúrbio do norte de Sydney, no estado da Nova Gales do Sul, na Austrália, situado a 22 quilômetros a nordeste do distrito empresarial central de Sydney, na área do governo local do Conselho de Praias do Norte. Wheeler Heights integra a região Praias do Norte.

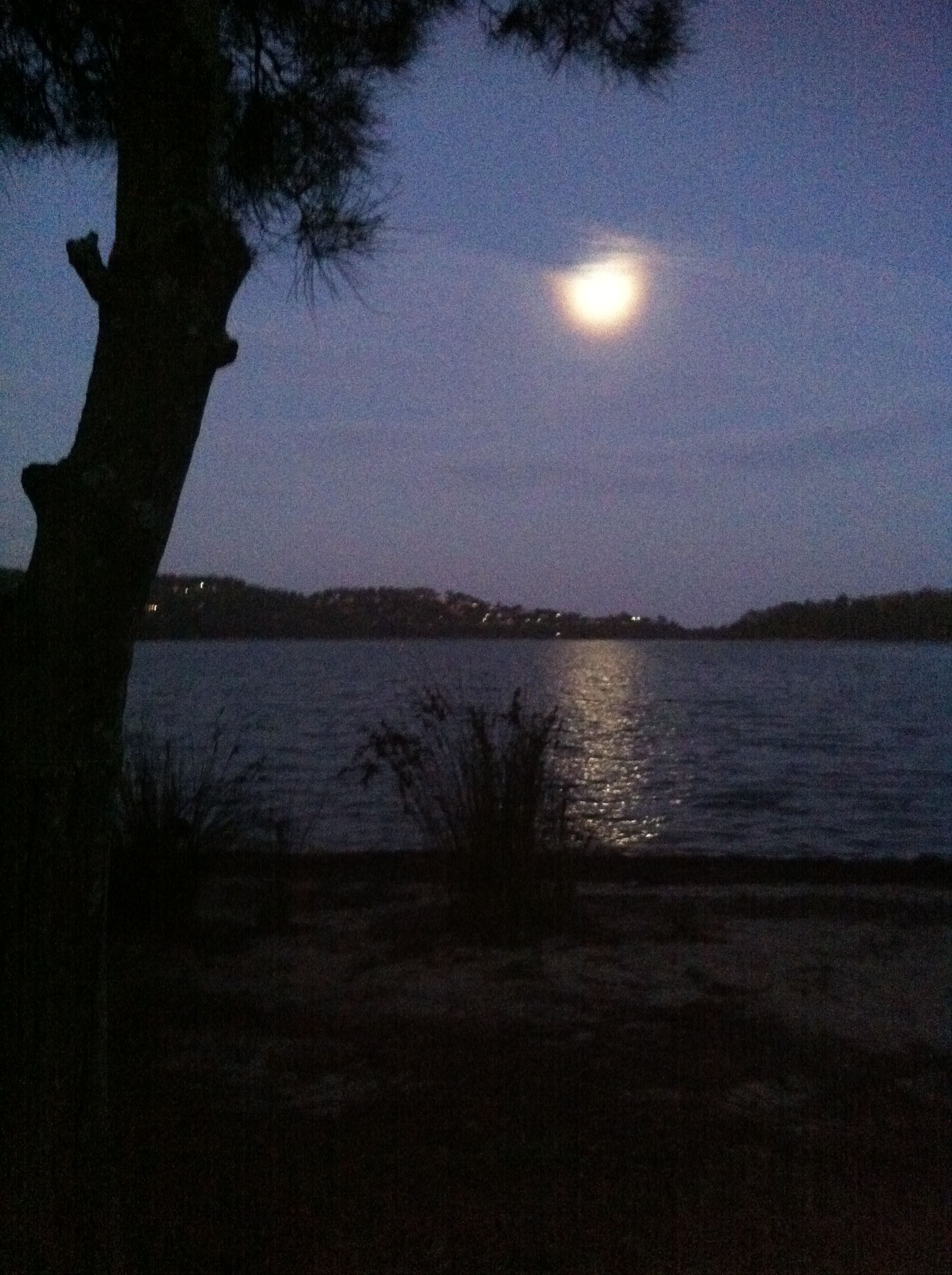
Luar sobre a lagoa Narrabeen